# San-Diego-Taschenmaus
Die San-Diego-Taschenmaus (Chaetodipus fallax) ist ein im südwestlichen Nordamerika verbreitetes Nagetier in der Familie der Taschenmäuse. Das Typusexemplar stammt aus dem San Bernardino County in Kalifornien.

## Merkmale
Mit einer Gesamtlänge von 176 bis 200 mm, inklusive eines 88 bis 118 mm langen Schwanzes sowie mit einem Gewicht von etwa 20 g ist die Art innerhalb der Rauhaar-Taschenmäuse mittelgroß. Sie hat durchschnittlich 23 mm lange Hinterfüße und 9 mm lange Ohren. Auf der Oberseite ist braunes Fell mit dunkleren Bereichen am Hinterteil vorhanden. Dabei besitzen die Deckhaare hellere Spitzen. Die San-Diego-Taschenmaus hat eine cremefarbene Unterseite und Ohren, die zu den Spitzen hin dunkler werden. Ihr Schwanz hat eine hellere Unterseite. Verglichen mit der Kalifornischen Taschenmaus (Chaetodipus californicus) ist die Art kleiner und ihre Ohren sind mehr abgerundet. Der diploide Chromosomensatz besteht aus 44 Chromosomen (2n=44).

## Verbreitung
Diese Taschenmaus ist im südwestlichen Kalifornien, im Nordwesten der Halbinsel Niederkalifornien in Mexiko und auf kleineren vorgelagerten Inseln verbreitet. Sie lebt im Flachland und in Gebirgen bis 1835 Meter Höhe. Die Exemplare halten sich in Wüsten, Buschländern und felsigen Regionen auf, die einen spärlichen Bewuchs aus Agaven oder Pflanzen der Gattung Artemisia aufweisen können.

## Lebensweise
Die nachtaktive San-Diego-Taschenmaus gräbt unterirdische komplexe Baue. Diese bestehen aus mehreren Tunneln und Kammern, die zum Wohnen oder zur Nahrungslagerung benutzt werden. Dieses Nagetier frisst hauptsächlich Pflanzensamen, die mit Insekten und grünen Pflanzenteilen komplettiert werden. Wenn Weibchen nicht paarungsbereit sind, lebt jedes Exemplar für sich. Bei Weibchen kommen pro Jahr bis zu drei Würfe unabhängig von der Jahreszeit vor. Die meisten Paarungen finden jedoch im Frühjahr statt. Ein Wurf enthält 2 bis 6 Neugeborene, die nach 5 bis 6 Monaten geschlechtsreif sind. Die meisten Individuen leben nur 4 bis 6 Monate, während sie bei guten Bedingungen ein bis zwei Jahre leben können. Die Art ist bei kaltem Wetter träge.

## Gefährdung
Im Zusammenhang mit der Erweiterung von Großstädten nimmt das Verbreitungsgebiet ab. Auf Inseln werden die Tiere von streunenden Hunden gejagt. In einigen Gegenden kommen weiterhin bis zu 52 Individuen pro Hektar vor. Die IUCN listet die San-Diego-Taschenmaus als nicht gefährdet (least concern).